# Lokomotive-Isumrud Jekaterinburg
Lokomotive-Isumrud Jekaterinburg (russisch Локомотив Изумруд Екатеринбург) ist ein russischer Männer-Volleyballverein aus Jekaterinburg, Oblast Swerdlowsk, der seit 2012 in der zweitklassigen Wysschaja Liga A spielt. 
Der Verein wurde 1945 gegründet und spielte ab 1992 in der russischen Superliga. Lokomotive wurde 1999 Russischer Meister und gewann 1999, 2000 und 2001 den Russischen Pokal. International war man 1999 mit einem dritten Platz im Europapokal der Pokalsieger, 2004 mit einem dritten Platz im CEV-Pokal und 2008 mit einem zweiten Platz im Challenge Cup erfolgreich. Nach zweimaligem Abstieg 2008 und 2010 gelang Lokomotive jedes Mal der sofortige Wiederaufstieg in die Superliga.